# مرشحة ريكتسيا صقلية
مرشحة ريكتسيا صقلية (الاسم العلمي:Candidatus Rickettsia siciliensis) هي نوع من البكتيريا تتبع جنس الريكتسيا من الفصيلة الريكتسية.